# Visage (videohra)
Visage je nezávislá survival horor videohra, kterou vyvinula společnost SadSquare Studio. Hra je duchovním nástupcem videohry P.T. Visage byla projektem na Kickstarteru či Steam Greenlightu.

## Hratelnost
Hra se odehrává v obrovském domě, ve kterém se staly strašné věci. Hráč postupně prožívá fragmenty minulosti, které ho co nejvíce vyděsí. Každý z těchto fragmentů pomůže hráči pochopit temnou minulost domu. Bude svědkem smrti všech lidí v domě, přičemž každá smrt má svou vizi.

## Vývoj
Hra Visage byla vyvíjena od ledna 2015, přičemž její oznámení proběhlo v září téhož roku. Od ledna do března roku 2016 byla hra financována na Kickstarteru. Vydání hry proběhlo v říjnu 2020.
Podobně jako u videohry Allison Road je i u této hry prvotním cílem duchovní nástupce zrušeného projektu Silent Hills. Studio SadSquare se inspirovalo několika hororovými hrami, mezi které patří například i P.T.